# Bloz
 (décembre 2018).
Bloz, né en 1969 à Dunkerque, est un auteur de bande dessinée français.

## Biographie
Sa première œuvre est publiée dans un journal régional des Flandres alors qu'il a 11 ans[réf. nécessaire]. Il fournit à compter de 1991 des illustrations pour des revues moto puis réalise des guides BD pour les éditions Vents d’Ouest. Il quitte la fonction publique dans laquelle il travaillait depuis sept ans pour se consacrer exclusivement à la bande dessinée et en 2001, il publie chez Bamboo Métro, dodo, dodo..., premier tome des fonctionnaires. Il anime, toujours chez Bamboo, outre la série Les Fonctionnaires qui compte 14 volumes et 3 hors-série, Les Commerciaux, Les Dinosaures en bande dessinée, Les Fondus, Les Zathlètes, Les Voisins, Casting Prod,  Les Carnavaleux, Les fondus de moto, Seule à la récré, Le Zoo des animaux disparus, Les fondus de voitures de collection, Dino Park ...

## Œuvres
Les Fonctionnaires
Bloz est dessinateur
1. Métro, dodo, dodo... (dessin), co-scénarisé avec M'duc, couleurs de David Lunven, Bamboo, 2001  (ISBN 2-912715-30-X)
2. Réduction du temps de travail (dessin), co-scénarisé avec M'duc, couleurs de David Lunven, Bamboo, 2002
3. Travail à la chaîne, scénario et dessin, couleurs de David Lunven, Bamboo, 2003
4. Grève sans préavis (dessin), scénario avec Béka, couleurs de David Lunven, Bamboo, 2003
5. Corruption de fonctionnaires (dessin), co-scénarisé avec Béka, couleurs David Lunven, Bamboo, 2004
6. Employés des tas (dessin), co-scénarisé avec Béka, couleurs de David Lunven, Bamboo, 2005
7. Ami public n°1 (dessin), co-scénarisé avec Béka, couleurs de David Lunven, Bamboo, 2006
8. Bureau sans tabac (dessin), co-scénarisé avec Béka, couleurs de David Lunven, Bamboo, 2007
9. Réussite professionnelle (dessin), co-scénarisé avec Béka, couleurs de David Lunven, Bamboo, 2008
10. Plein pots! (dessin), co-scénarisé avec Béka, couleurs de David Lunven, Bamboo, 2009
11. Restons zen! (dessin), co-scénarisé avec Béka, couleurs de David Lunven, Bamboo, 2010
12. Feuilles volantes (dessin), co-scénarisé avec Béka, couleurs de David Lunven, Bamboo, 2011
13. Le bêtisier de l'administration (dessin), co-scénarisé avec Béka, couleurs de David Lunven, Bamboo, 2013

- L'Anthologie des perles de l'administration (collectif), Bamboo, 2015

Dans la série Les Fondus
Bloz est dessinateur
- Les Fondus de moto (dessin), scénario de Cazenove et Richez, couleurs d'Alexandre et Mirabelle et Pierre Schelle, Bamboo, depuis 2009 : 13 tomes + 1 hors série Moto Journal
- Les Fondus de la brocante (dessin), scénario de Cazenove et Richez, couleurs d'Alexandre et Mirabelle, Bamboo, 2007
- Les fondus de chocolat (dessin), scénario de Cazenove et Richez, couleurs d'Alexandre et Mirabelle, Bamboo, 2016

Les Fondus de voitures de collection
Bloz est dessinateurtome 1 Bloz (dessin), scénario de Cazenove et Richez, couleurs de Pierre Schelle, Bamboo, 2020: tome 2 Bloz (dessin), scénario de Cazenove et Richez, couleurs de Pierre Schelle, Bamboo, 2021
1. Tome 1, Bamboo, 2020
2. Tome 2, Bamboo, 2021.

Les Dinosaures en BDBloz est dessinateur
1. tome 1, scénario d'Arnaud Plumeri, couleurs de Maëla Cosson, Bamboo, 2010
2. tome 2, scénario d'Arnaud Plumeri, couleurs de Maëla Cosson, Bamboo, 2011
3. tome 3 T'inquiète, ptéro, je l'ai vu venir, scénario d'Arnaud Plumeri, couleurs de Maëla Cosson, Bamboo, 2012
4. tome 4,  scénario d'Arnaud Plumeri, couleurs de Maëla Cosson, Bamboo, 2014
5. tome 5 , scénario d'Arnaud Plumeri, couleurs de Maëla Cosson, Bamboo, 2019

- 2013 Les dinosaures en BD et en 3D, scénario d'Arnaud Plumeri, couleurs de Maëla Cosson, Bamboo, 2013
- 2015  Best Or « Jurrassic Couac », scénario d'Arnaud Plumeri, couleurs de Maëla Cosson, Bamboo, 2015

Les Carnavaleux
Bloz est dessinateur
- Du chahut à Dunkerque (dessin), scénario d'Hervé Richez, couleurs de Maëla Cosson, Bamboo, 2013
- Fiers d'être Dunkerquois (dessin), scénario d'Hervé Richez, couleurs de Maëla Cosson, Bamboo, 2015

Le zoo des animaux disparusBloz est dessinateur
1. tome 1, scénario de Christophe Cazenove, couleurs de Sylvie Bonino, Bamboo, 2020
2. tome 2, scénario de Christophe Cazenove, couleurs de Sylvie Bonino, Bamboo, 2021
3. tome 3, scénario de Christophe Cazenove, couleurs de MiKl, Bamboo, 2022
4. tome 4, scénario de Christophe Cazenove, couleurs de MiKl, Bamboo, 2023
5. tome 5,Spécial braconnage,  scénario de Christophe Cazenove, couleurs de MiKl, Bamboo, 2024
6. tome 6, scénario de Christophe Cazenove, couleurs de MiKl, Bamboo  2025

Autres
Bloz est dessinateur
- Les Zathlètes  tome 1 (dessin), scénario de Giga et Stéphane Diagana, couleurs d'Éric Stoffel et Benoît Beckaert, Bamboo, 2008
- Les Commerciaux : tomes 4 et 5 (dessin), scénario d'Arnaud Plumeri et Boitelle, couleurs de Maëla Cosson, Bamboo [Quand ?]
- Casting Prod (dessin), scénario de Cazenove, couleurs de Sylvain Frecon et Murielle Rousseau, Bamboo, 2 tomes, 2006-2007
- Les Voisins tome 1 (dessin), co-scénarisé avec Béka, couleurs de Sylvain Frécon, Vents d'Ouest 2005
- Seule à la récré, tome 1 (dessin), co-scénarisé avec Ana, couleurs de David Lunven ; dossier « harcèlement scolaire » par Noémya Grohan, préface de Mélissa Theuriau. 2017
- Musée des Bozarts : Le musée des Bozarts, tome 1 (dessin), scénario de Karinka, couleurs de David Lunven, Bamboo, 2017
- Dino Park, tome 1, Arnaud Plumeri (scénario), Bloz (dessin), Pierre Schelle (couleurs), Bamboo, 2021
- Dino Park, tome 2, Arnaud Plumeri (scénario), Bloz (dessin), Pierre Schelle (couleurs), Bamboo, 2022
- Camélia, face à la meute tome 1 (dessin), scénario de Christophe Cazenove et Nora Fraisse, couleurs de Véra Daviet, Bamboo, 2021
- PING! ; tome 1, Bloz (dessin), Axel (scénario), MiKl (couleurs), Bamboo, 2024
- LES PETITS MYTHOS présentent La mythologie Égyptienne . Scénario Christophe Cazenove, textes Amandine Marshall, couleurs Alexandre Amouriq et Mirabelle, Bamboo 2025.